# اچ‌دی ۷۸۵۳
اچ‌دی ۷۸۵۳ یک ستاره است که در صورت فلکی آندرومدا قرار دارد.